# Théorie algorithmique des nombres
La théorie algorithmique des nombres ou théorie calculatoire des nombres est une branche des mathématiques et de l'informatique qui essaie de fournir des solutions concrètes et efficaces à des problèmes calculatoires rencontrés en théorie des nombres.

## Exemples
Par exemple, le théorème fondamental de l'arithmétique, qui affirme que tout nombre entier se décompose de manière unique en produit de nombres premiers, donne lieu à l'étude d'algorithmes de factorisation efficace. Un autre exemple est le calcul de PGCD et la variété d'algorithmes inventés dont on trouve quelques exemples dans le second volume de The Art of Computer Programming (§ 4.5.2) de Donald Knuth ; encore plus simplement, l'étude d'algorithmes de multiplication rapide.

## Applications
Certains des problèmes abordés par la théorie algorithmique des nombres ont une portée concrète importante, entre autres par la cryptographie qui fait un usage abondant de l'arithmétique : test de primalité, factorisation, logarithme discret…